# Ancylodonta nitidipennis
Ancylodonta nitidipennis là một loài bọ cánh cứng trong họ Cerambycidae.